# Антички петобој
Антички петобој је било спортско такмичење, који се састојао од пет дисциплина, па отуда и име петобој или пентатлон. Петобој је први пут уведен на XVIII. олимпијским играма 708. године п. н. е., а састојао се од трчања на један стадиј (један круг око игралишта чији је обим био 600 Хераклових стопа или 192,27 метара колико износи један стадиј), бацања диска, бацања копља, скока удаљ и рвања. Први победник у петобоју је био Лампис.
Такмичари су се делили у групе, а победници појединих група су ишли даље.
Релативно касно уведено је и трчање на два стадија под ратном опремом (холпитодромос) тј под штитом, шлемом, копљем и штитницима за ноге, а у V веку само са штитом и шлемом.
Скок удаљ. Скакалиште је укопано на 50 стопа у дужину. Такмичење је пратила музика на флаути. Записани су ови победници Кионид—52 стопе; Фаило из Кротона—55 стопа (16,31 м). Халтере (оловнне тегове (џулад)) које су скакачи носиили у руци, да би добили замах при скакању, биле су тешке од 1 до 4,5 кг. различитог облика (најчешће као телефонска слушалица). Фаилов „рекорд“ неки тумаче тако да је он скакао три пута узастопно. При скоку удаљ, често се примењивала и посебна врста скокова с камењем у рукама, када скакачи замахују рукама и најчешће у моменту доскока одбацују камење уназад.
Бацање диска. Судећи према археолошким налазима дискови су се правили од различитих материјала:дрвета, камена, железа и бронзе. Према копији статуе Мироновог Дискоболоса — бацача диска може се реконструисати покрет бацача. Мотив бацања диска веома је чест на рељефима, новцу, зидним сликама, па се може уочити техника бацања у то време. То је изгледало отприлике овако: „Атлетичар долази на стартно место тј мало узвишење држећи диск у левој руци, затим узевши мало песка у руке, пребацује диск у десну руку, приљубљује га уз руку и подлактицу и замахне руком док диск не дође у висину четвртине круга који описује рука уназад. Тело је сагнуто тако да је тежиште на десној нози, која се опире о земљу, пружи се нагло и снажно према напред и избацује диск.“ Највећи регистровани домет диска у Олимпији приписује се бацачу Фаилу: 95 стопа (28,17 м).
Бацање копља. Бацање копља први пут помиње Хомер у опису двобоја Ахила и Хектора код Троје. Бојно копље је било дугачко 4—5 метара, од јеловине или јасеновоне са металним шиљком. Копље које се кориастило за вежбање и такмичење, било је лакше и краће, затупљена врха и погодније за руковање. Бацач га је држао по средини, где је причвршћен кожни ремен, заденувши у њега кажипрст и средњи прст. Спорно је било да ли се у Олимпији бацало из залета или с места, као и да ли се бацало у даљину или се гађало у мету. У Хомеровој Илијади хвали се Одисејева вештина бацања копља у даљину. Песник Пиндур говори о тачним погоцима, а мете су стуб, штит, или круг на земљи. Према Стацијевим делима просечно бацање је износило 46,22 метра.
Рвање је била пета дисциплина петобоја а рвачи су се борили у усправном положају.
Многе су расправе око тога ко се у античким играма проглашавао победник у петобоју. Обично се тврдило да је победник онај који победиу три дисциплине, али могло би се прихватити и друго мишљење по којем се такмичило по систему елиминације појединаца, а два последња такмичара после четири дисциплине огледали би се још и рвању.
После прекида одржавања античких олимпијски игара, замрло је и такмичење у античком петобоју, али су се неке дисциплине античког петобоја задржане и у данашњем петобоју у атлетици, а једна од њих, трчање, је саставни део модерног петобоја.